# Kutschenmuseum (Versailles)

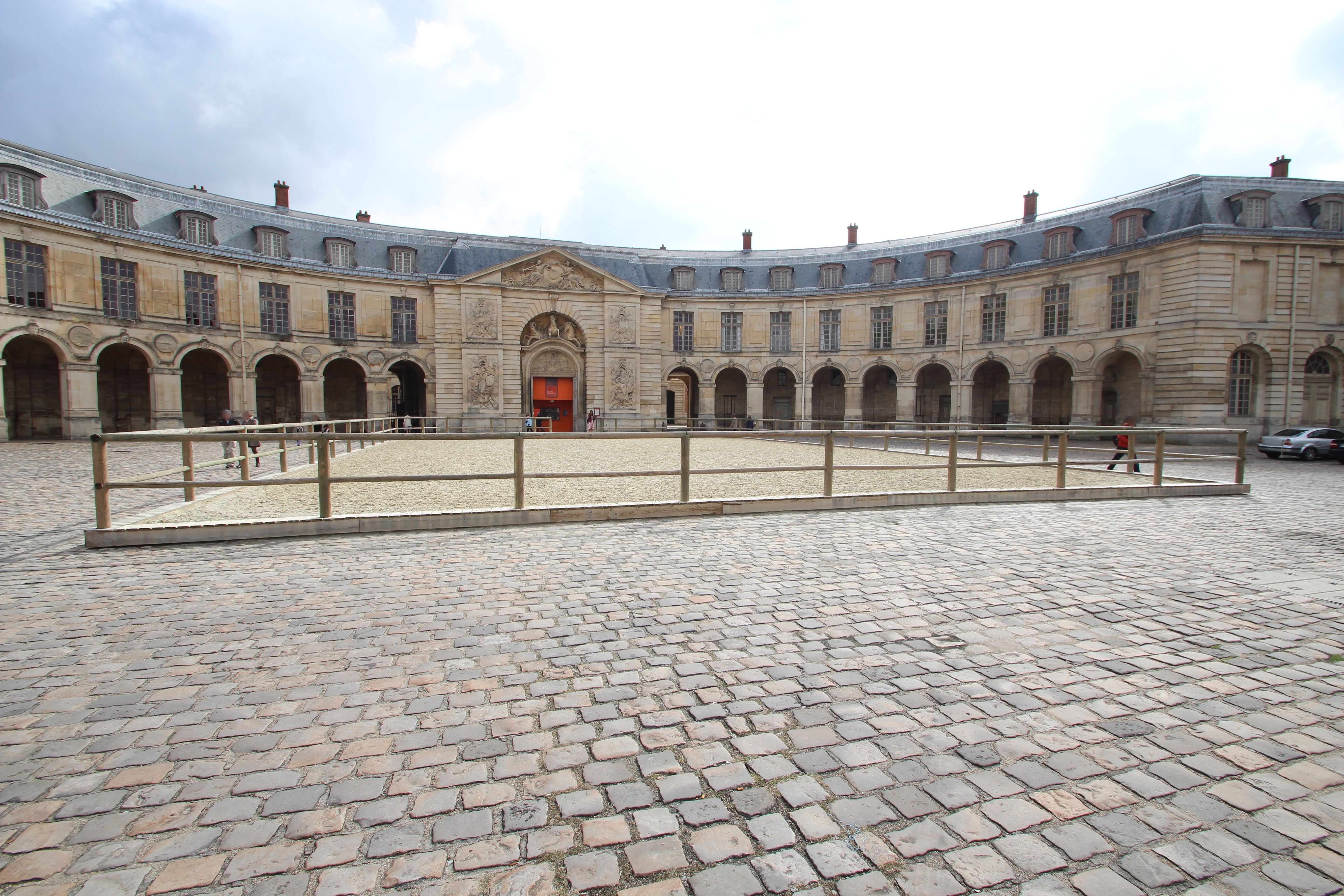
Grande Écurie

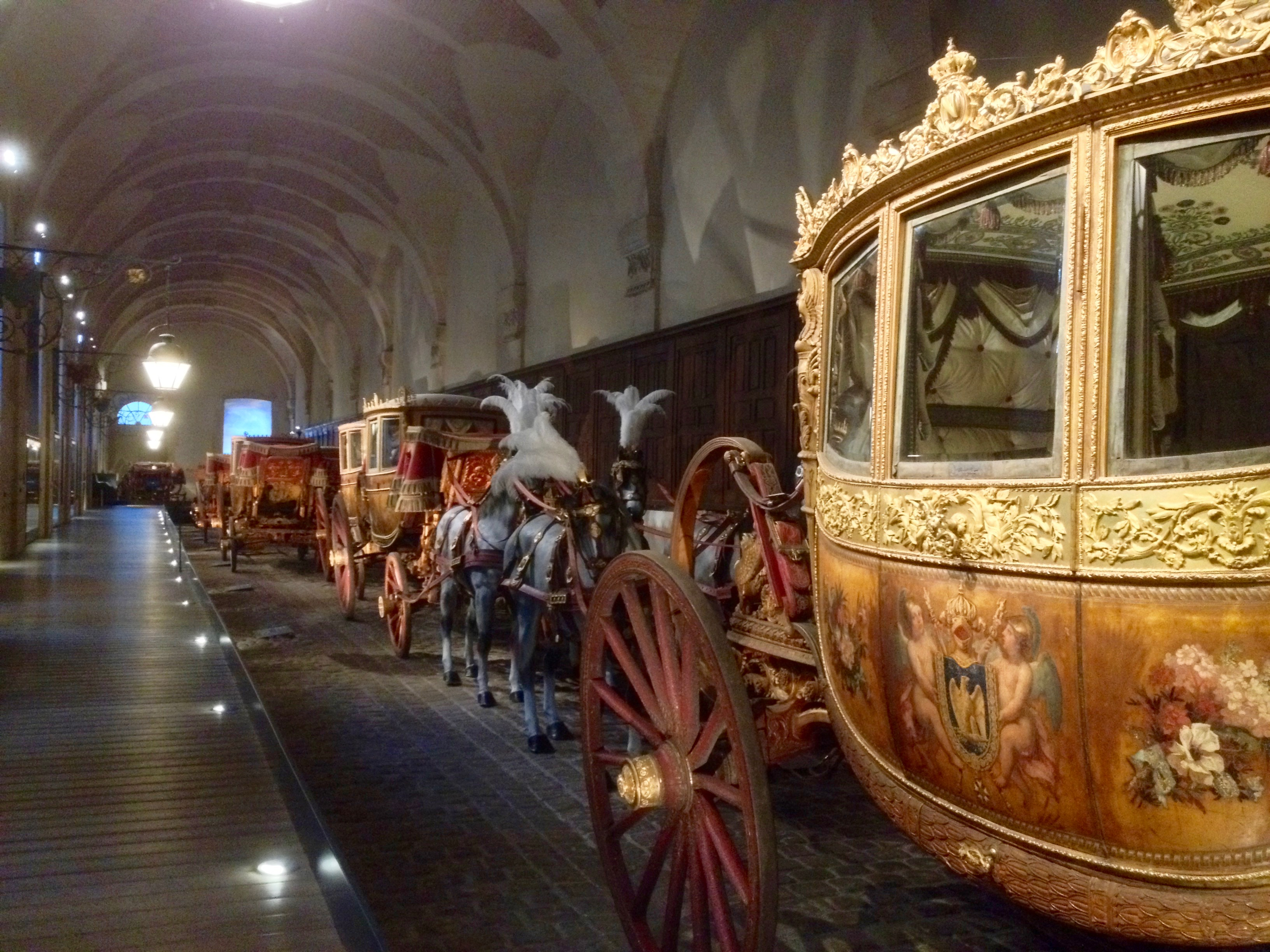
Kutschenmuseum

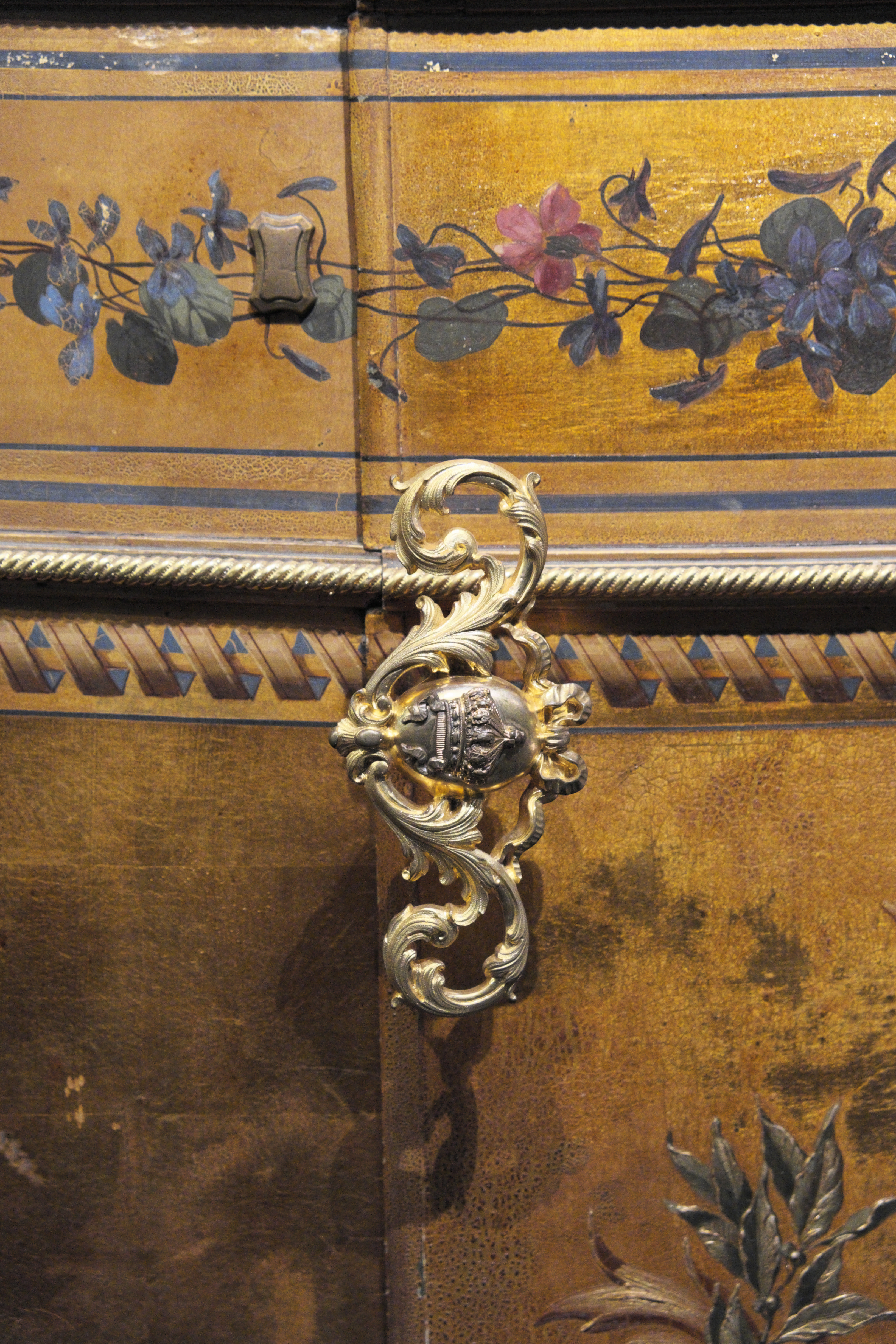
Griff an einer Kutschentür

Das Kutschenmuseum (frz. Galerie des Carrosses) des Schlosses von Versailles im Großraum von Paris wurde im 19. Jahrhundert durch den französischen König Louis-Philippe begründet und war ursprünglich in einem Gebäude im Schlosspark untergebracht. 1985 wurde das Kutschenmuseum an der Place d’Armes gegenüber dem Schloss in einem Flügel der Grande Écurie eröffnet. Nach jahrelanger Schließung und Renovierung wurde es am 10. Mai 2016 wiedereröffnet.

## Geschichte
Im Jahr 1831 beschloss der sogenannte Bürgerkönig Louis-Philippe, das Schloss von Versailles zu einem Museum „a toutes les gloires de la France“ (zum Ruhme Frankreichs) umzugestalten. 1837 wurde das Museum, zu dem auch eine Sammlung von Kutschen gehörte, eingeweiht. Bis zur Französischen Revolution von 1789 gab es über 2000 Kutschen im königlichen Marstall. 1851 wurde die Kutschensammlung durch Sänften und Schlitten erweitert und in einem von Charles-Auguste Questel errichteten Gebäude in der Nähe der beiden Schlösser Petit und Grand Trianon im Park von Versailles der Öffentlichkeit zugänglich gemacht. 1978 verlegte man die Sammlung in die Grande Écurie, den großen Marstall, der zwischen 1679 und 1682 von Jules Hardouin-Mansart für die Reitpferde des Hofes errichtet worden war. Das alte Ausstellungsgebäude im Schlosspark wurde abgerissen. Im Jahr 1985 wurde das neue Kutschenmuseum, das allerdings nur am Wochenende besichtigt werden konnte, in seinem heutigen Gebäude eröffnet. 2007 wurde es geschlossen. Das im Jahr 2016 wiedereröffnete Museum verfügt über eine Ausstellungsfläche von 1000 m² und ist nachmittags von Dienstag bis Sonntag zu besichtigen. Der Eintritt ist frei.

## Sammlung

### Kutschen der Hochzeitsparade von Napoleon I.

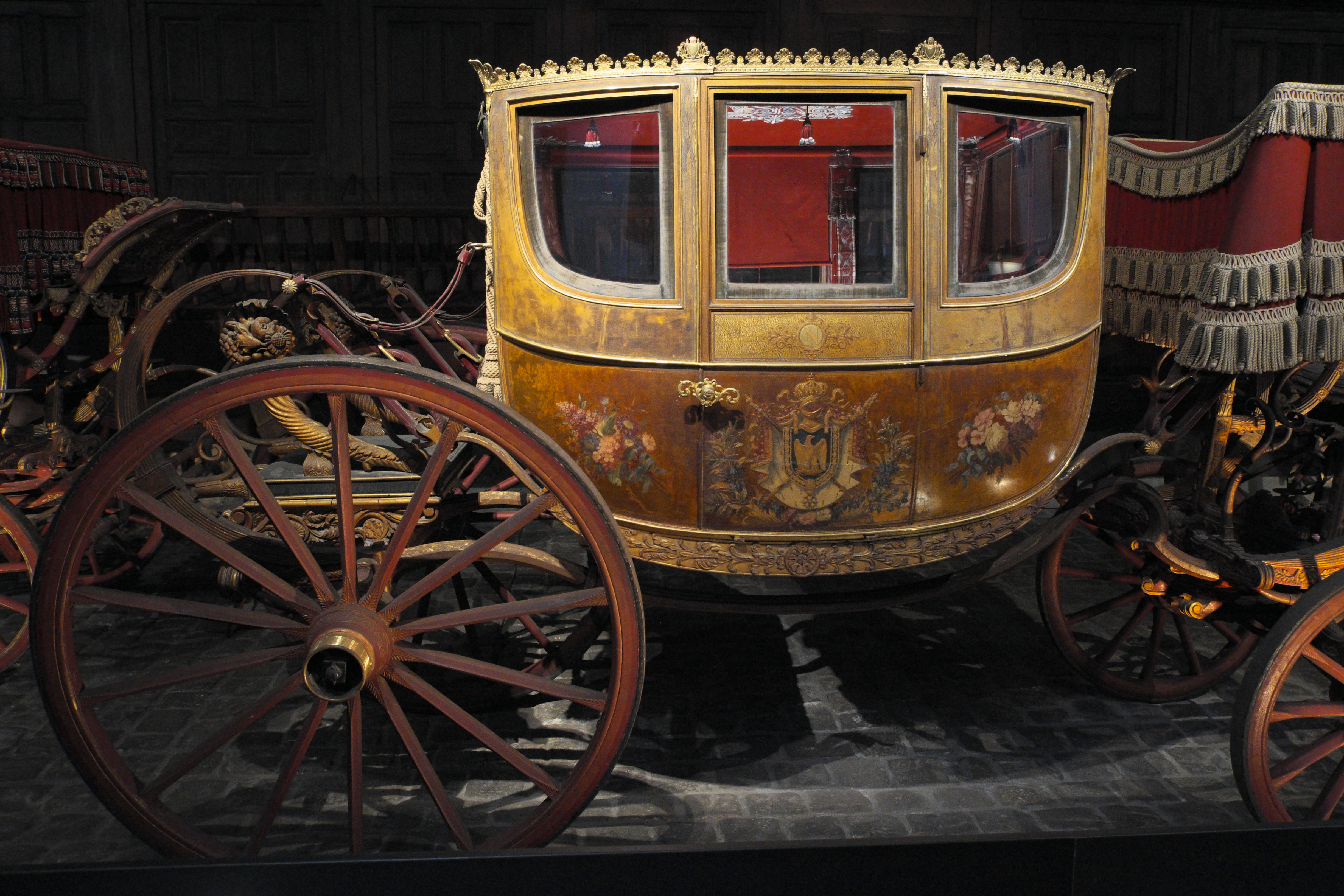
Berline

Die Sammlung umfasst vor allem Kutschen aus dem 19. Jahrhundert. Die Berlinen La Cornaline und L'Améthiste gehörten zur prunkvollen Hochzeitsparade, die anlässlich der Heirat Napoleons I. mit Marie-Louise von Österreich am 2. April 1810 auf der Avenue des Champs-Élysées zum Tuileriengarten stattfand und bei der 40 Kutschen mit über 240 Pferden beteiligt waren.

### Berline für die Taufe von Henri d’Artois (Herzog von Bordeaux)
Die Taufe von Henri d’Artois, dem posthum geborenen Sohn des ermordeten Herzogs von Berry und Enkel von Karl X., der als Heinrich V. die Thronfolge und den Fortbestand der Dynastie der Bourbonen hätte sichern sollen, war Anlass zu außergewöhnlich prunkvollen Festlichkeiten. Der Neugeborene wurde als „l'enfant du miracle“ (Kind des Wunders) gefeiert. Die Taufe fand am 1. Mai 1821 in der Kathedrale Notre-Dame in Paris statt. Die Adler an den vier Ecken am Dach der Kutsche erinnern an ihre Wiederverwendung bei der Taufe des Sohnes von Napoleon III. im Jahr 1856.

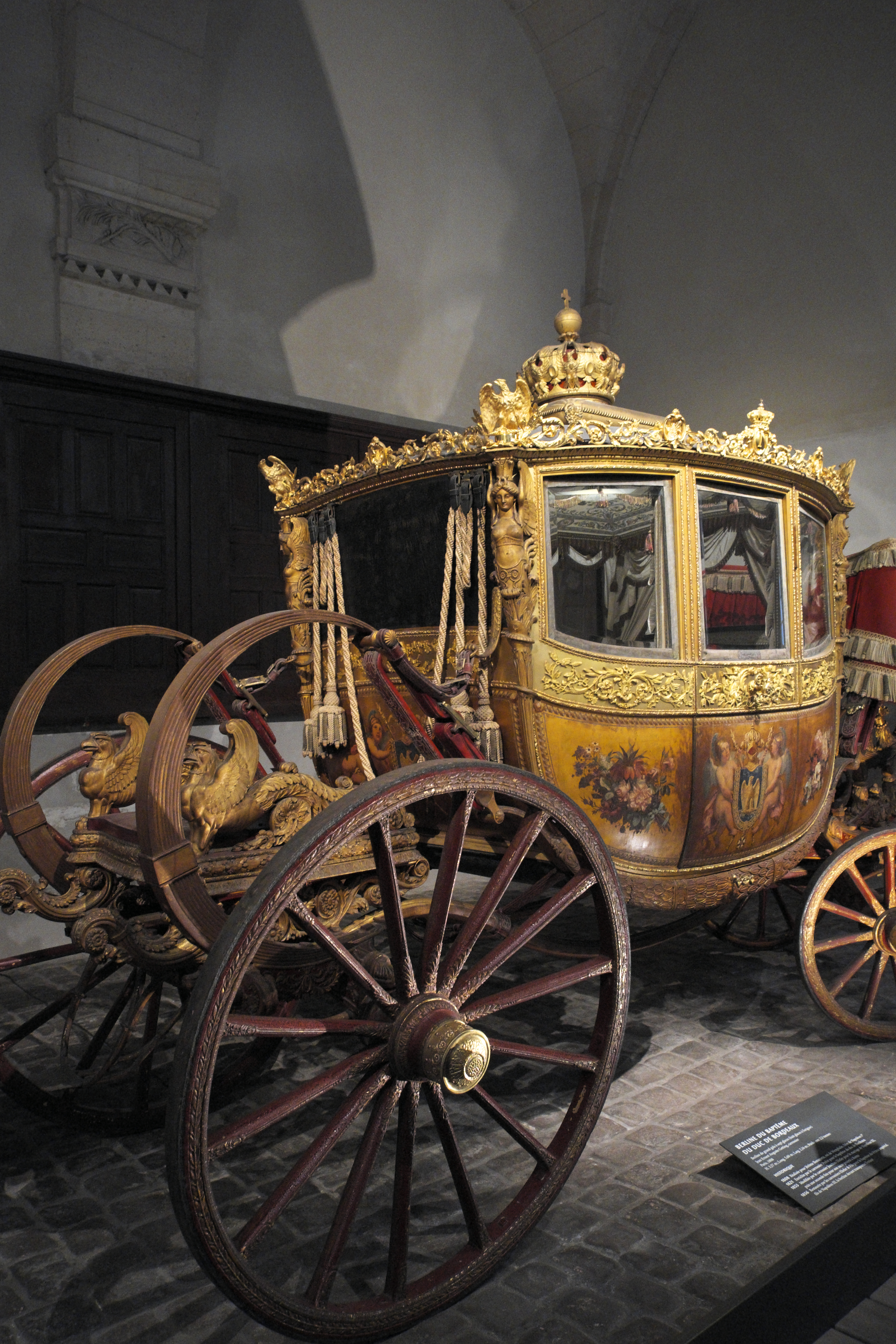
Berline für die Taufe von Henri d’Artois
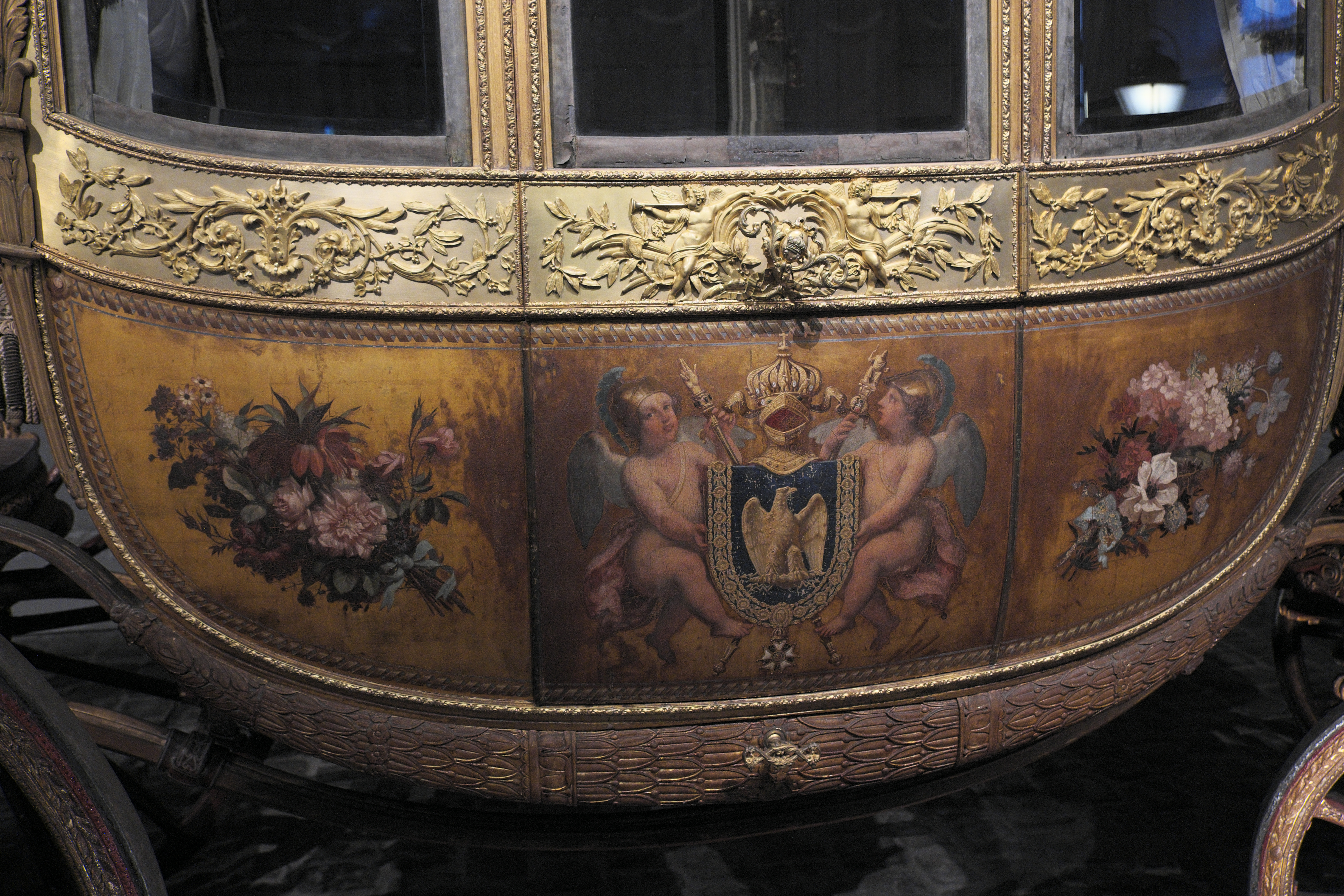
Türen
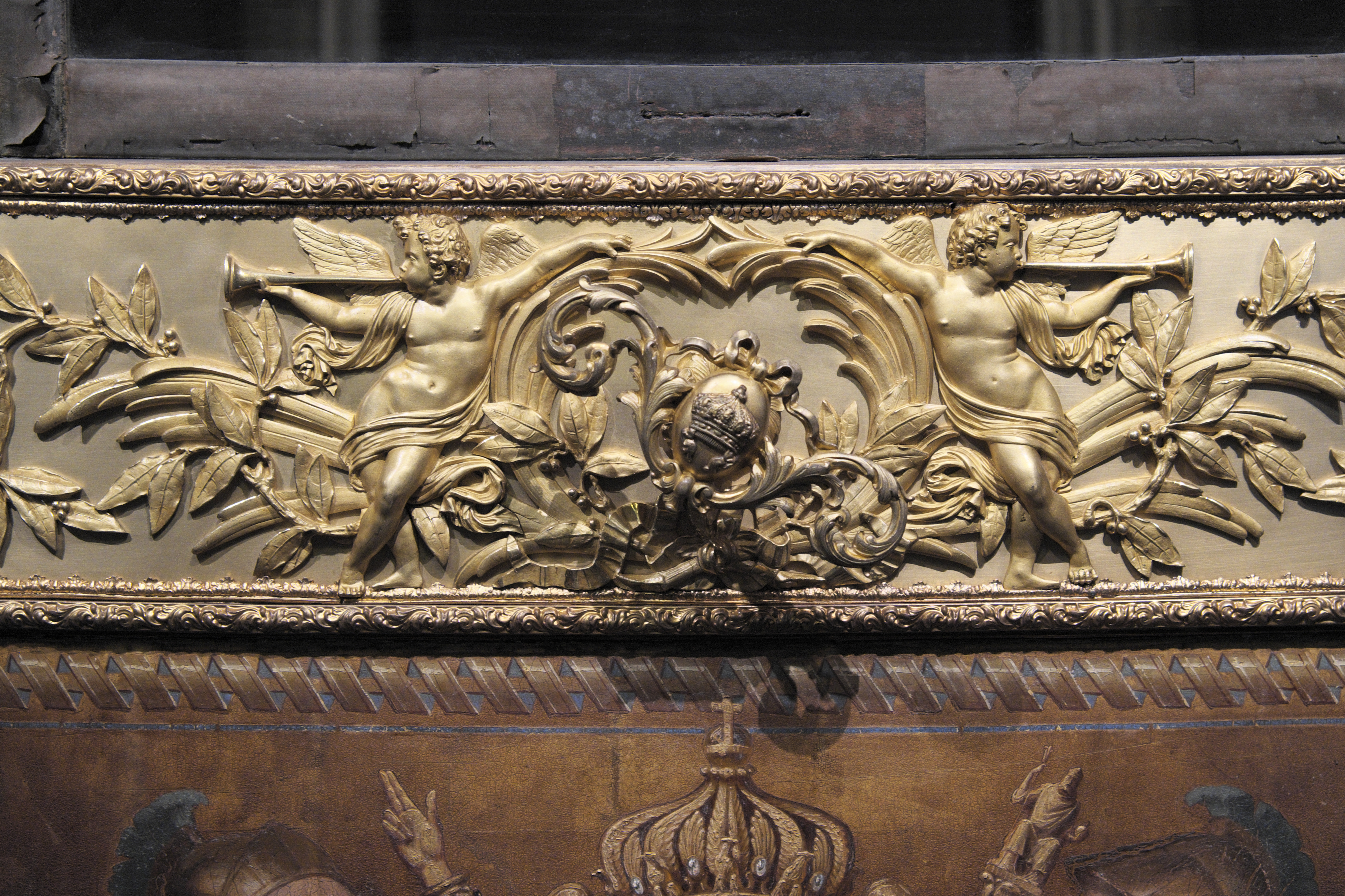
Türgriff

### Kutsche für die Krönung von Karl X.

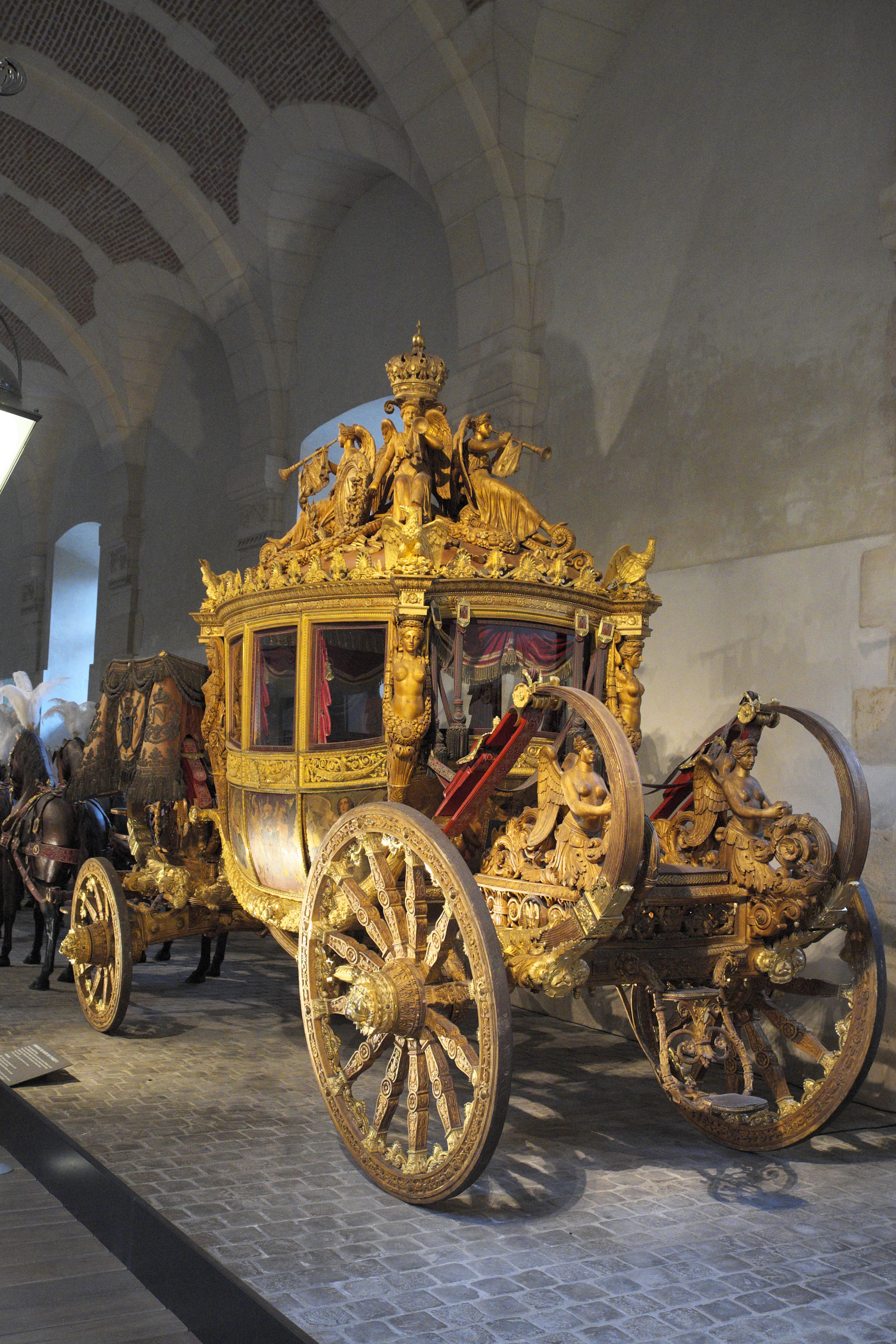
Kutsche für die Krönung von Karl X.

Die Kutsche sollte ursprünglich für die Krönung von Ludwig XVIII. gebaut werden, der allerdings auf eine Krönung verzichtete. Erst nach der Thronbesteigung seines jüngeren Bruders und Nachfolgers wurde die Kutsche fertiggestellt. In der von acht Pferden gezogenen Kutsche fuhr Karl X. am 29. Mai 1825 zur Kathedrale von Reims, in der die Krönungszeremonie stattfand. Am 6. Juni desselben Jahres zog er in dieser Kutsche in Paris ein. Für den Transport der Kutsche von Paris nach Reims wurden eigene Räder verwendet, die ebenfalls in der Ausstellung zu sehen sind. Die prunkvollen Räder wurden erst in Reims eingebaut. Im Jahr 1856 wurde die Kutsche anlässlich der Taufe von Napoléon Eugène Louis Bonaparte, des Sohnes von Napoleon III., genutzt. Die königlichen Insignien wurden damals durch die des Zweiten Kaiserreiches ersetzt. Die vier Ecken sind mit Füllhörnern besetzt, aus denen Karyatiden aufragen. Auf dem Dach umgeben vier Phemen die Königskrone. Sie halten eine Wappenkartusche, die ursprünglich mit den königlichen Initialen versehen war. Die Seiten sind mit allegorischen Malereien verziert.

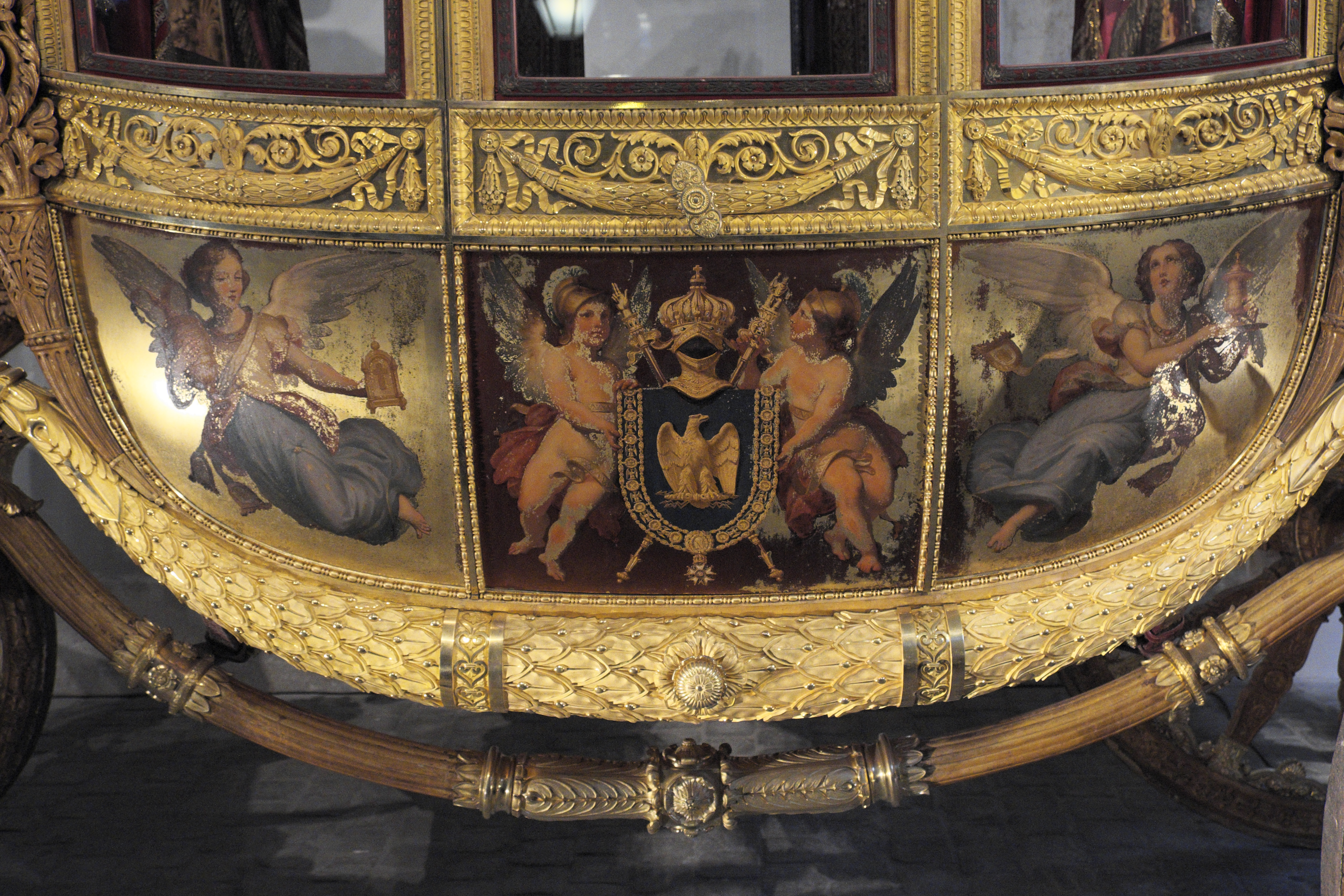
Allegorische Malereien
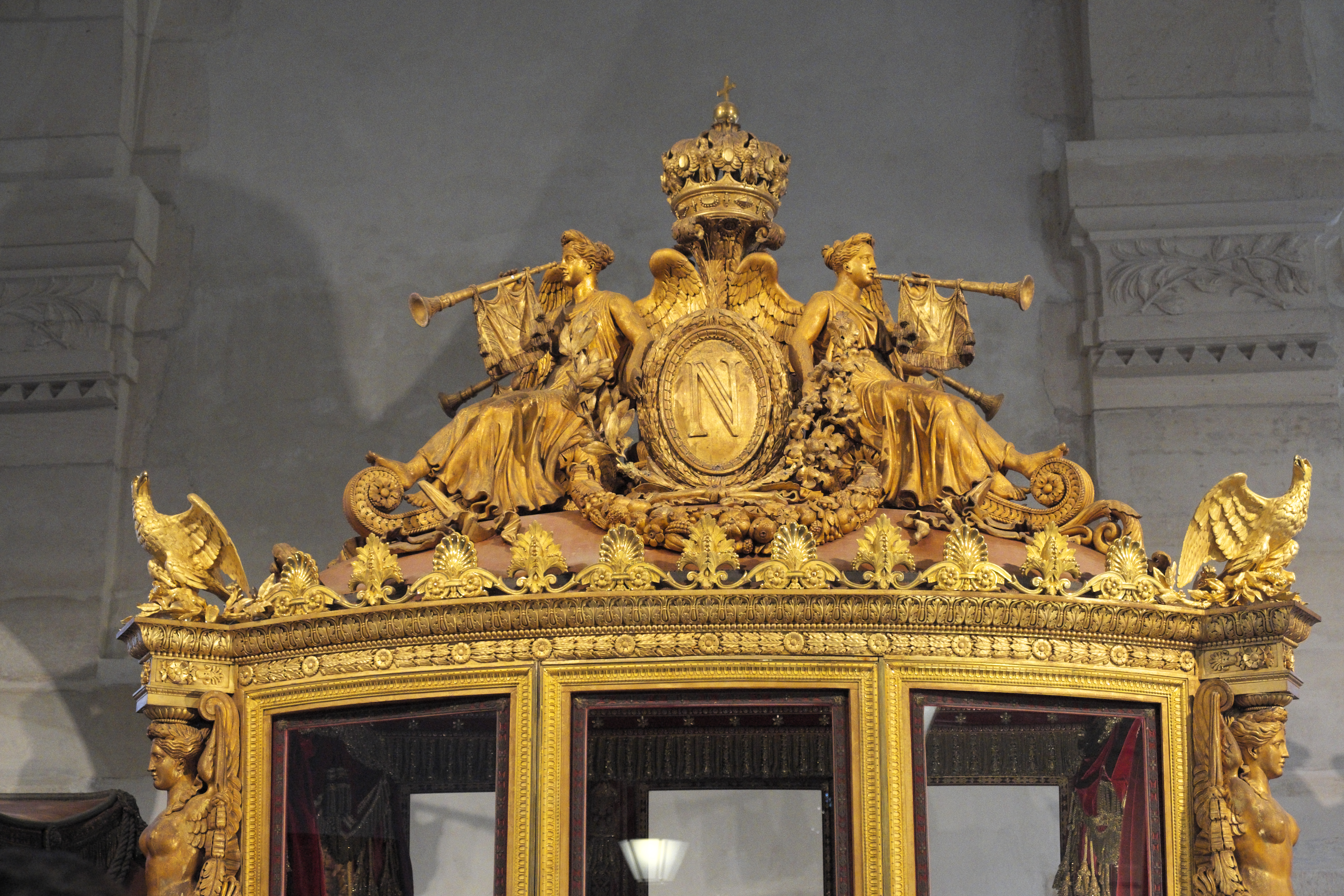
Phemen mit Wappenkartusche
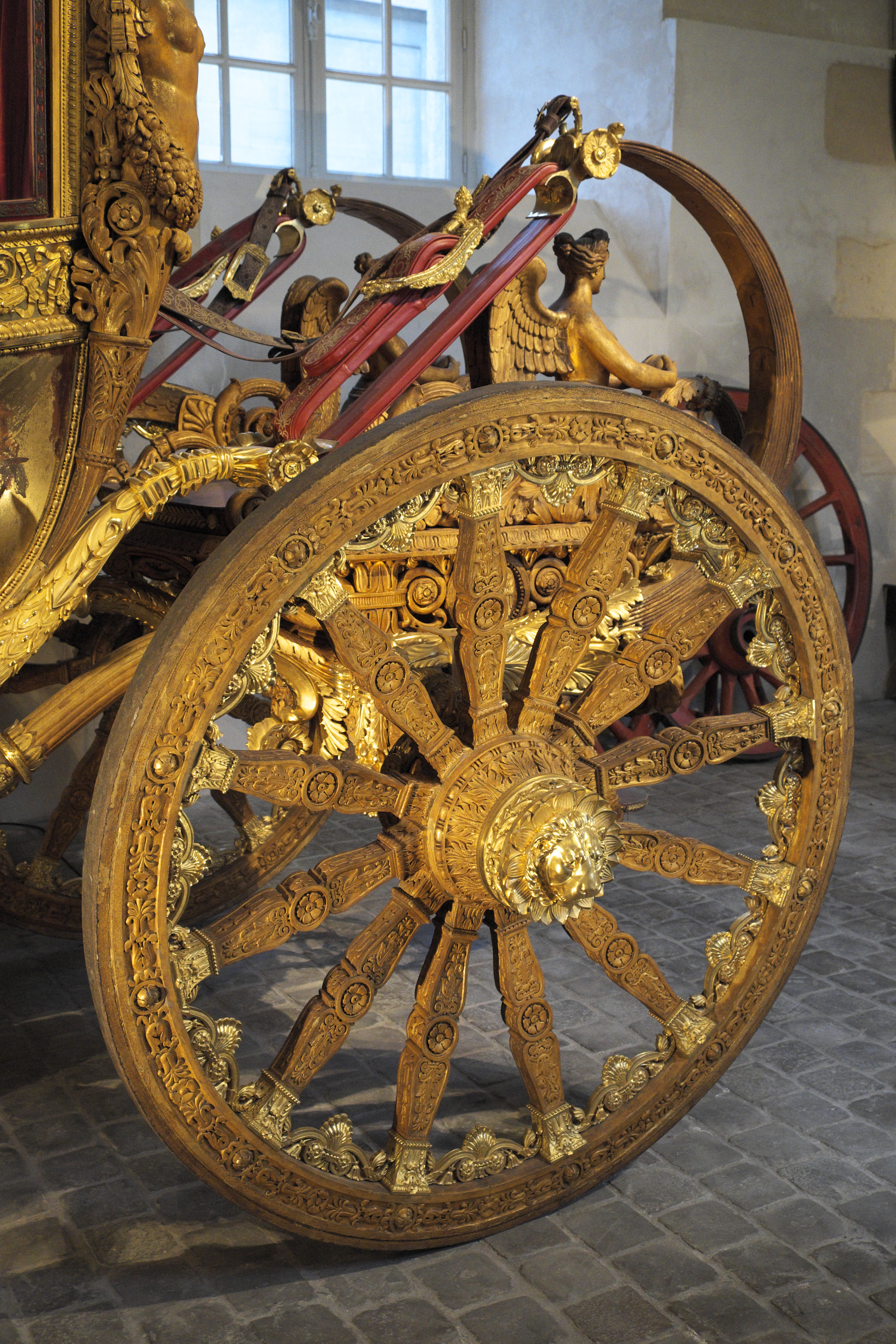
Wagenrad

### Leichenwagen von Ludwig XVIII.

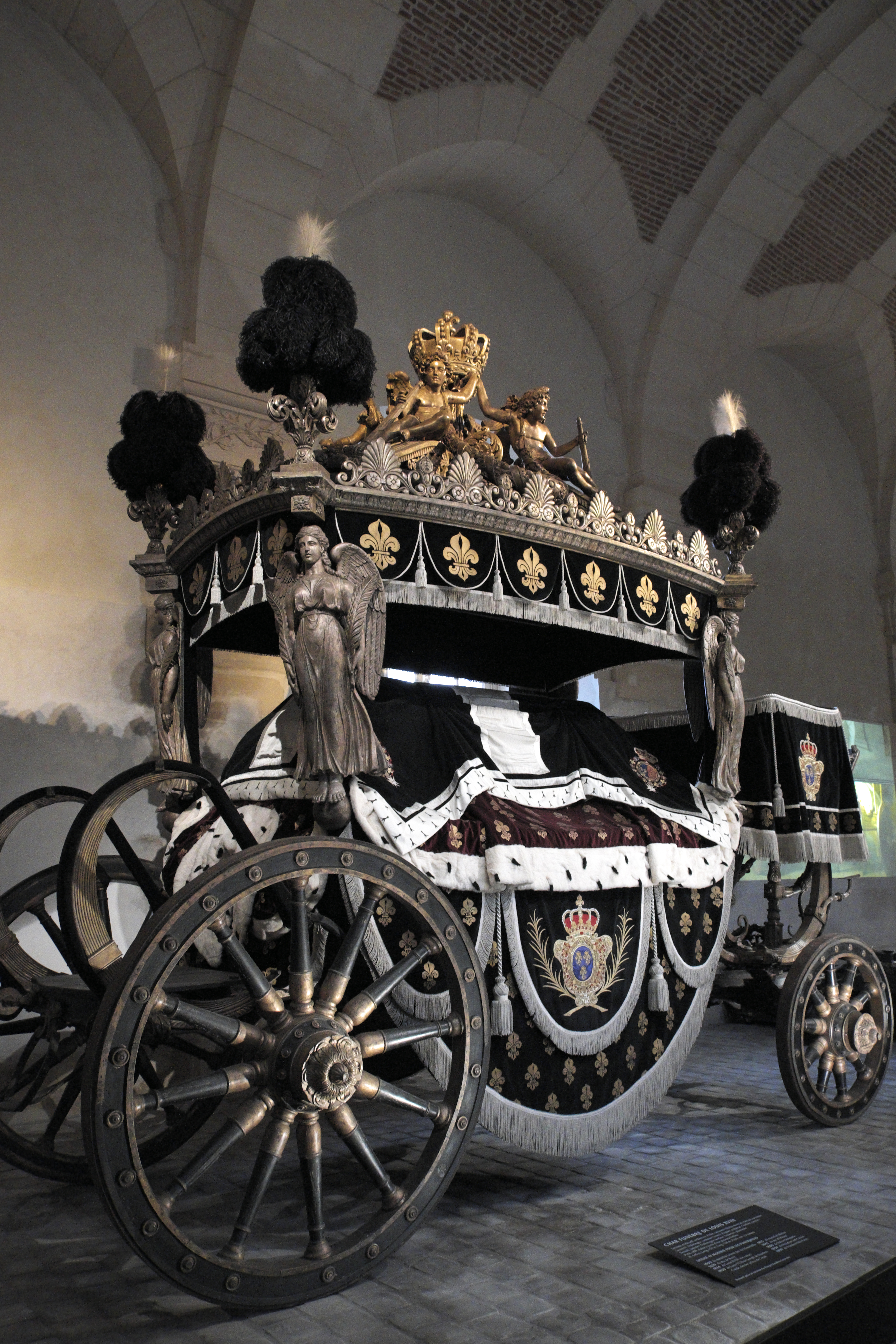
Leichenwagen von Ludwig XVIII.

In dieser Kutsche wurde der Leichnam des am 16. September 1824 verstorbenen Königs in einer feierlichen Prozession vom Palais des Tuileries zur königlichen Grablege in der ehemaligen Abteikirche von Saint-Denis überführt. Der Trauerzug fand am 23. September 1824 statt. Es war das letzte Begräbnis eines französischen Königs in Frankreich, die Nachfolger von Ludwig XVIII. starben im Exil. Vier Karyatiden in Engelsgestalt halten Palmwedel als Symbol der Auferstehung. Auf dem Dach sind Engel dargestellt, die auf ihren Rücken die Königskrone tragen und die eine umgedrehte Fackel als Zeichen des Todes in Händen halten.

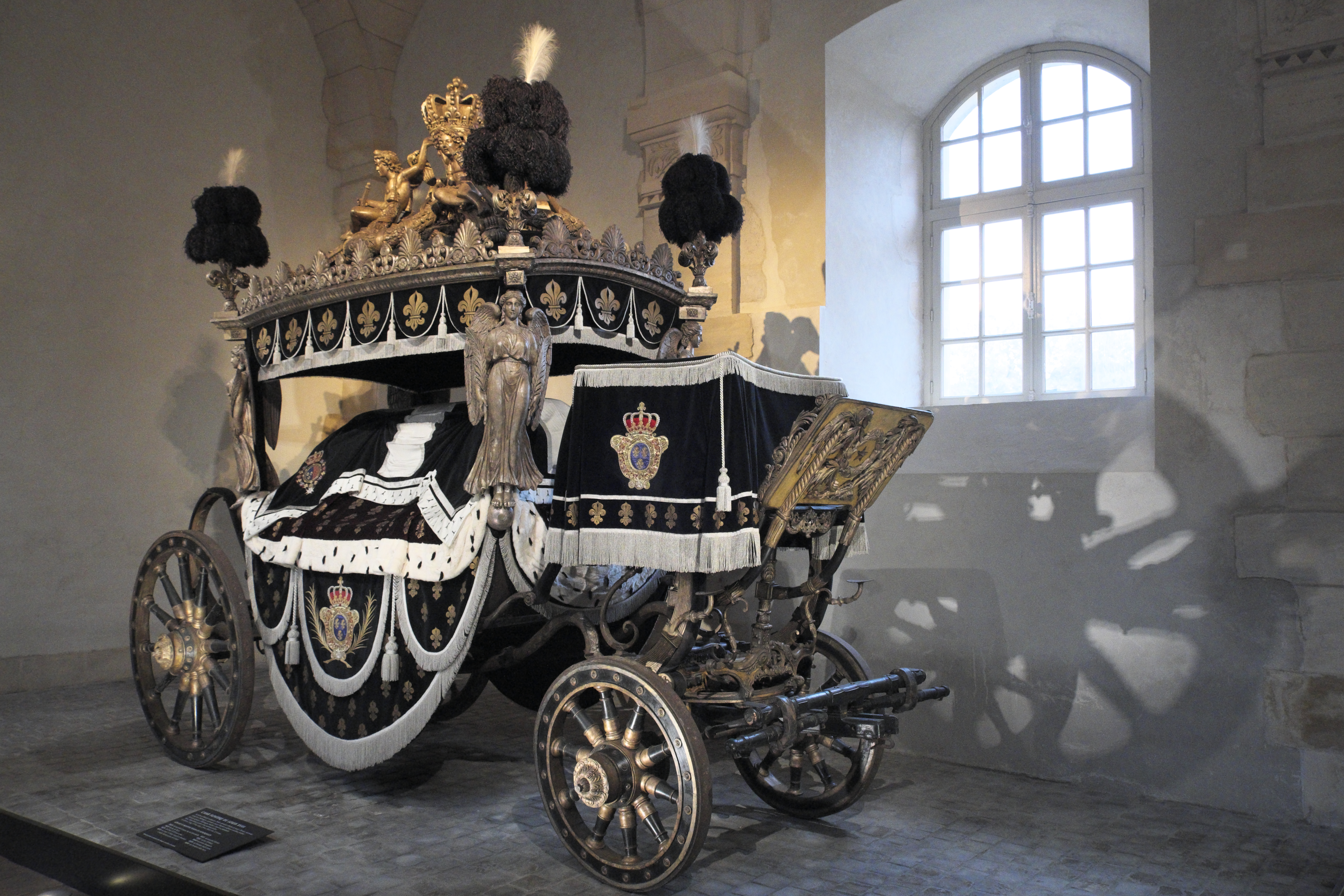
Leichenwagen von Ludwig XVIII.
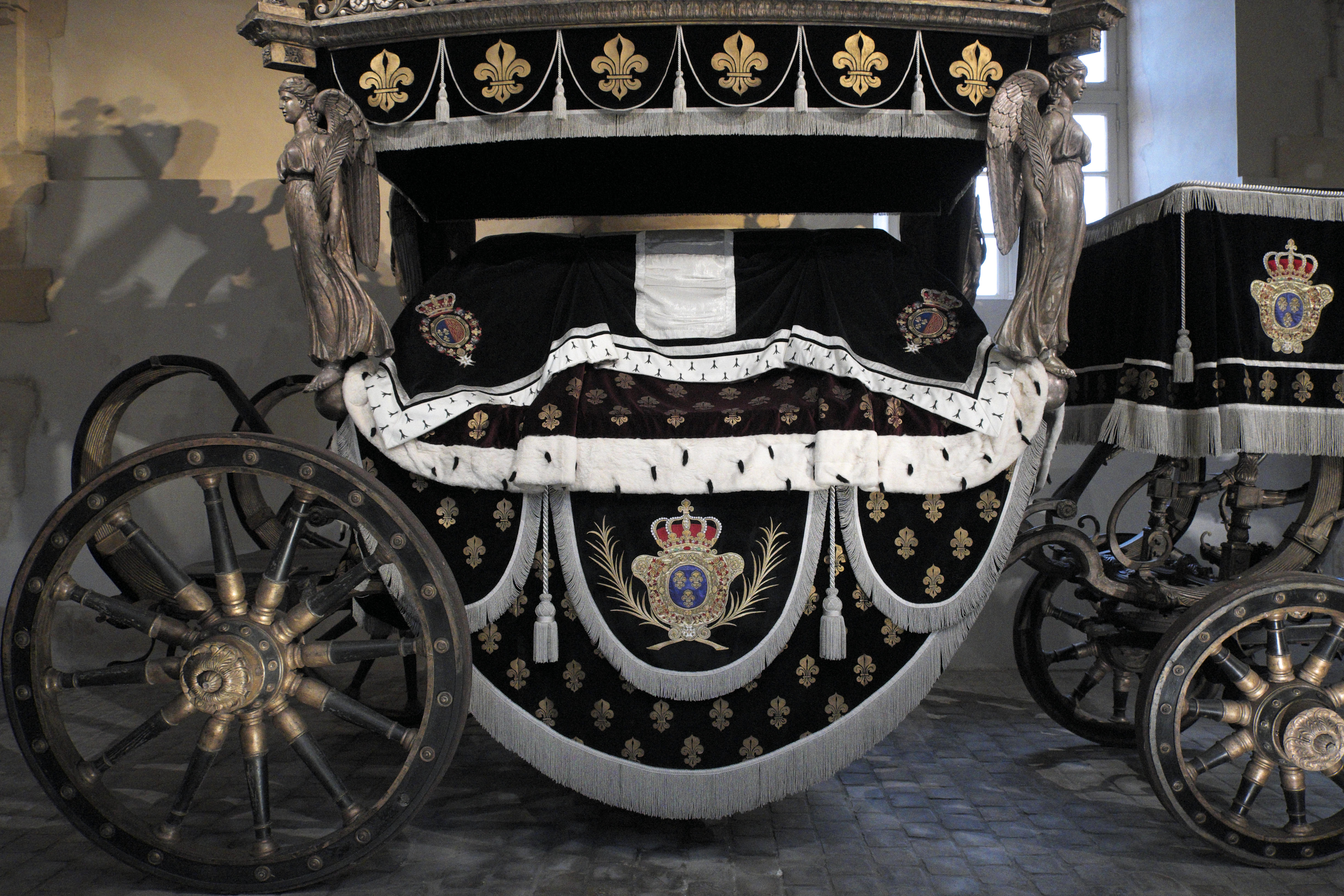
Seitenansicht
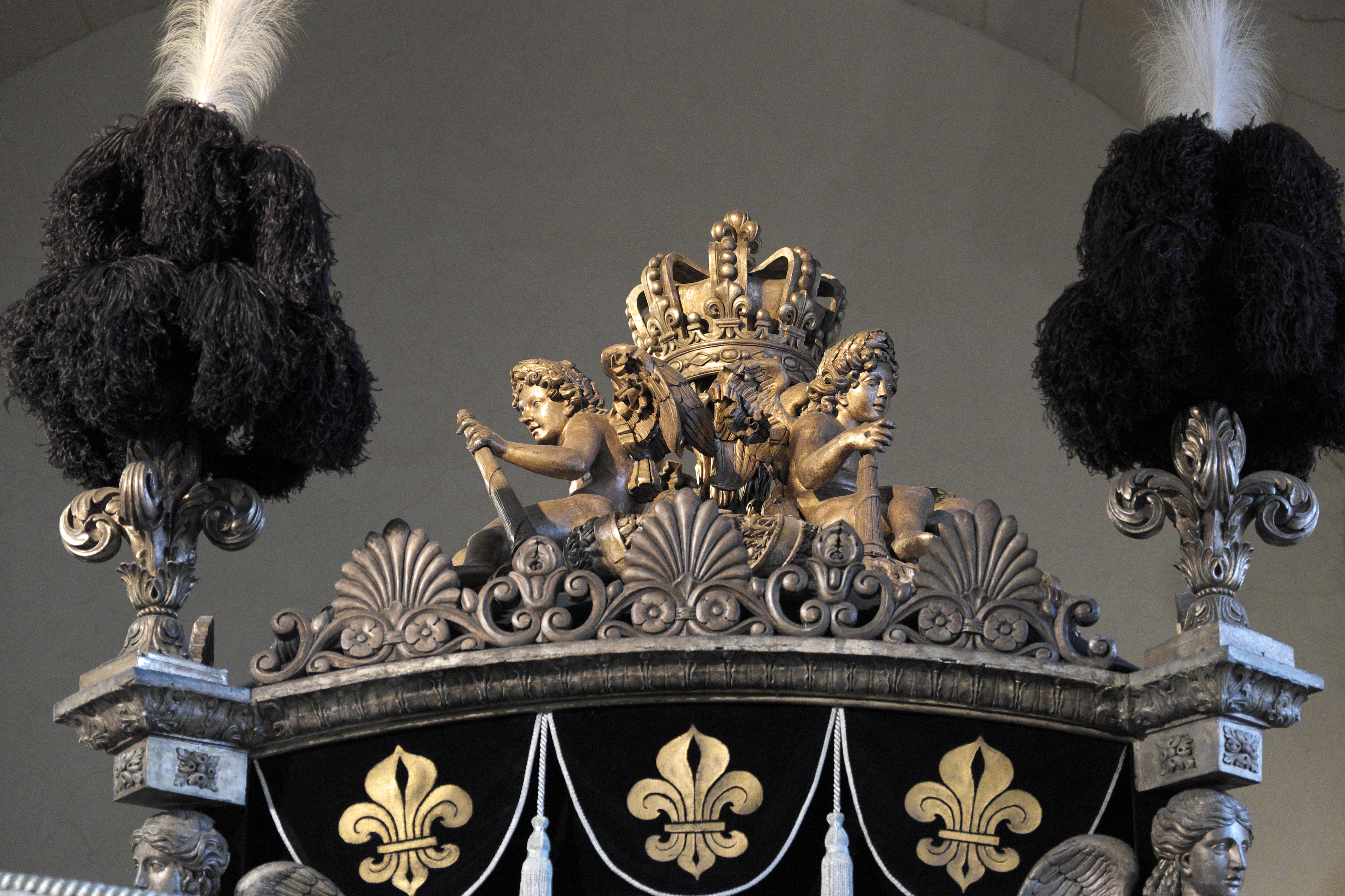
Engel mit Fackeln und Königskrone

### Schlitten
Unter allen drei Monarchen, von Ludwig XIV. bis zu Ludwig XVI., waren im Winter Schlittenrennen im Schlosspark von Versailles beliebt. Die ältesten Schlitten des Museums stammen aus der ersten Hälfte des 18. Jahrhunderts. Sie wurden von Pferden gezogen, der Kutscher saß auf einem kleinen Bock hinter dem Schlitten.

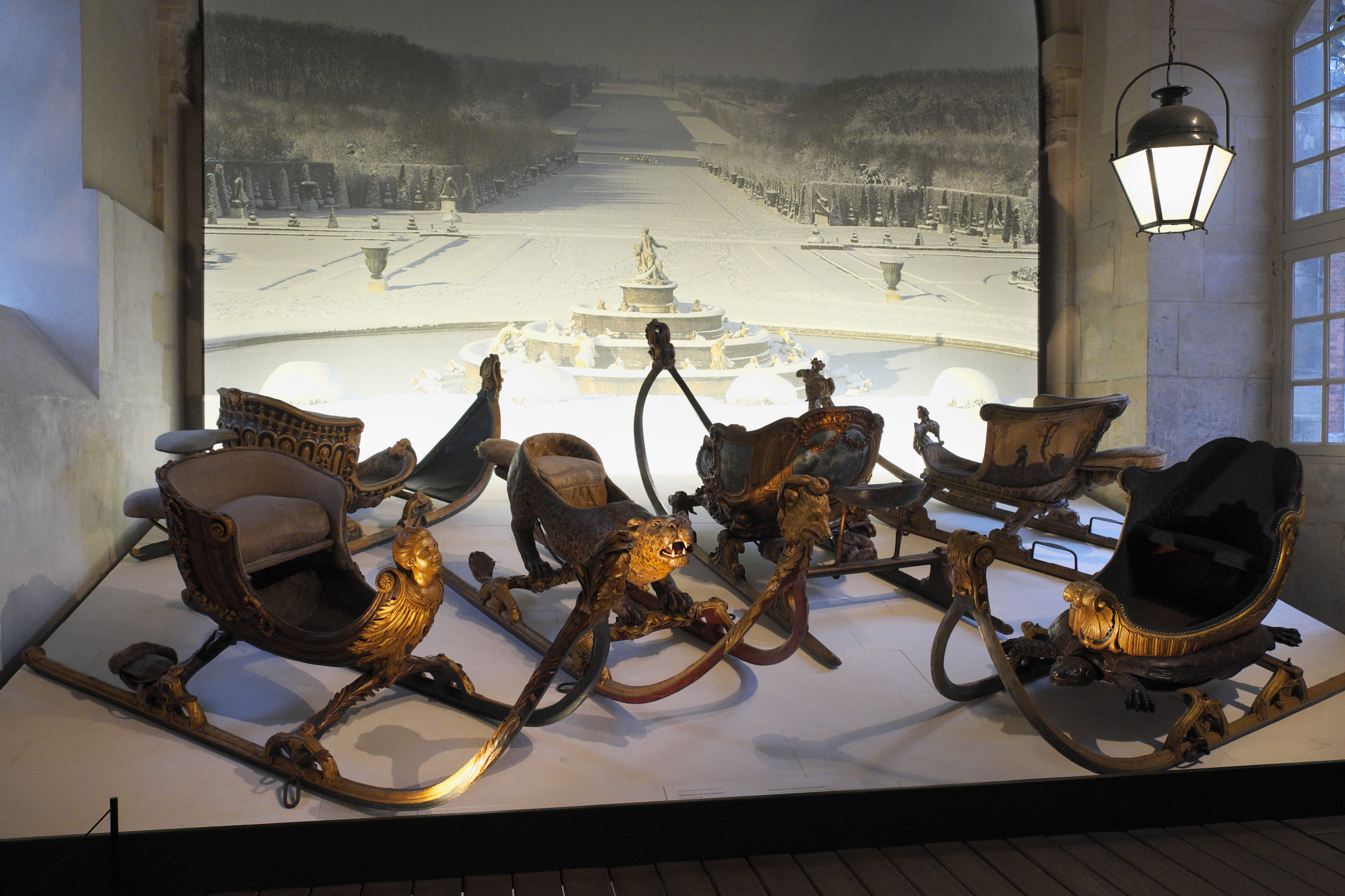
Schlitten
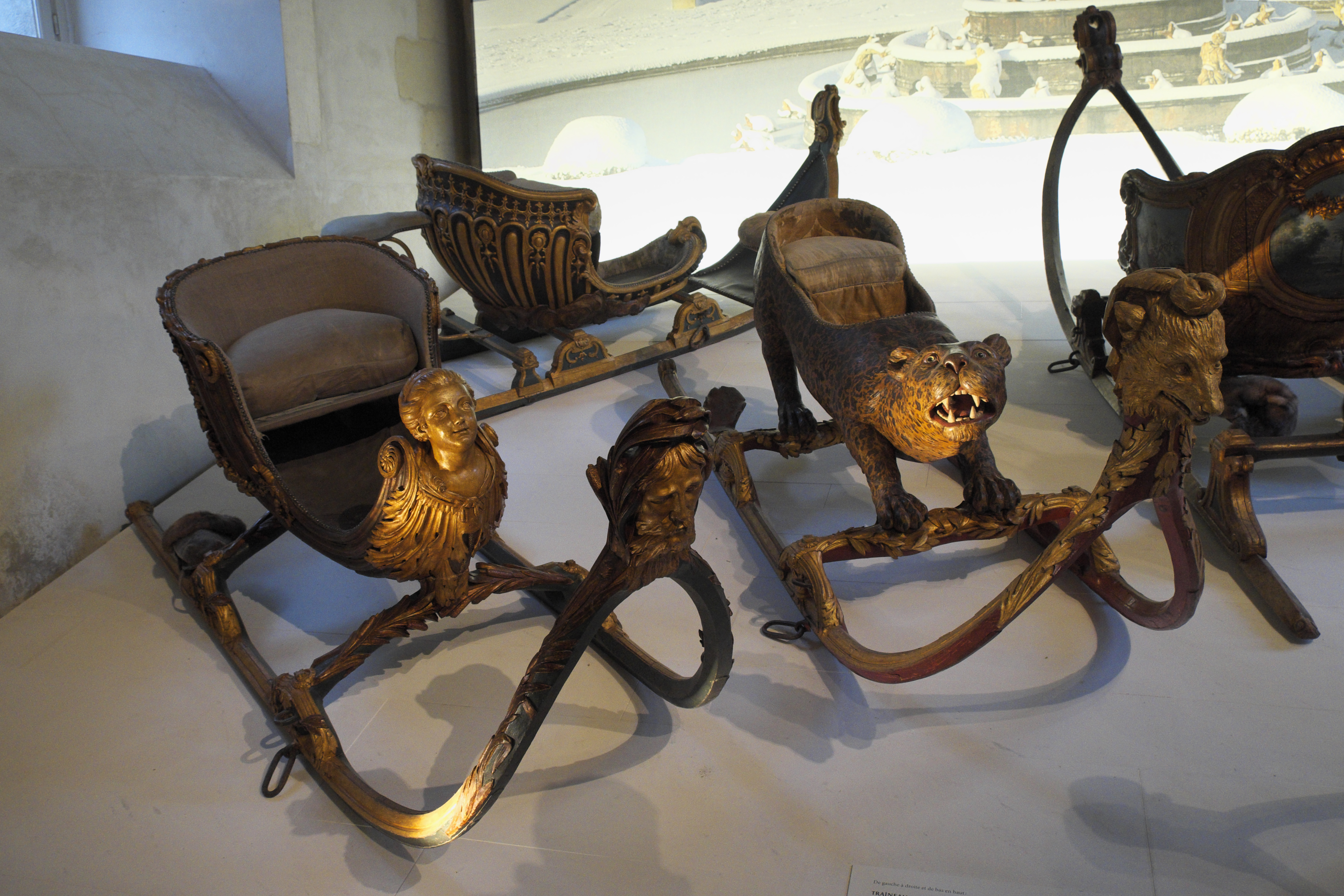
Schlitten in Form eines Leoparden
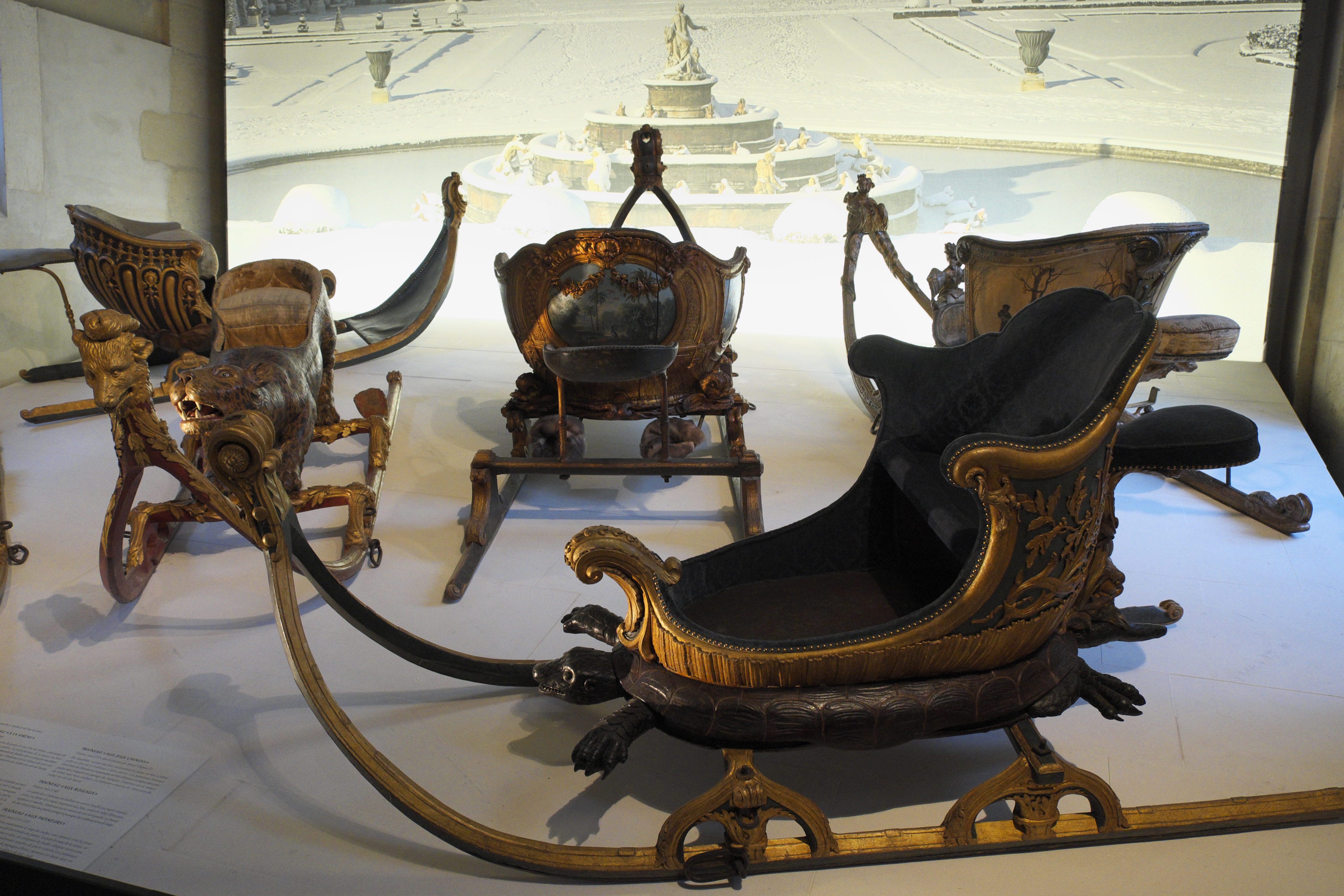
Schlitten in Form einer Schildkröte

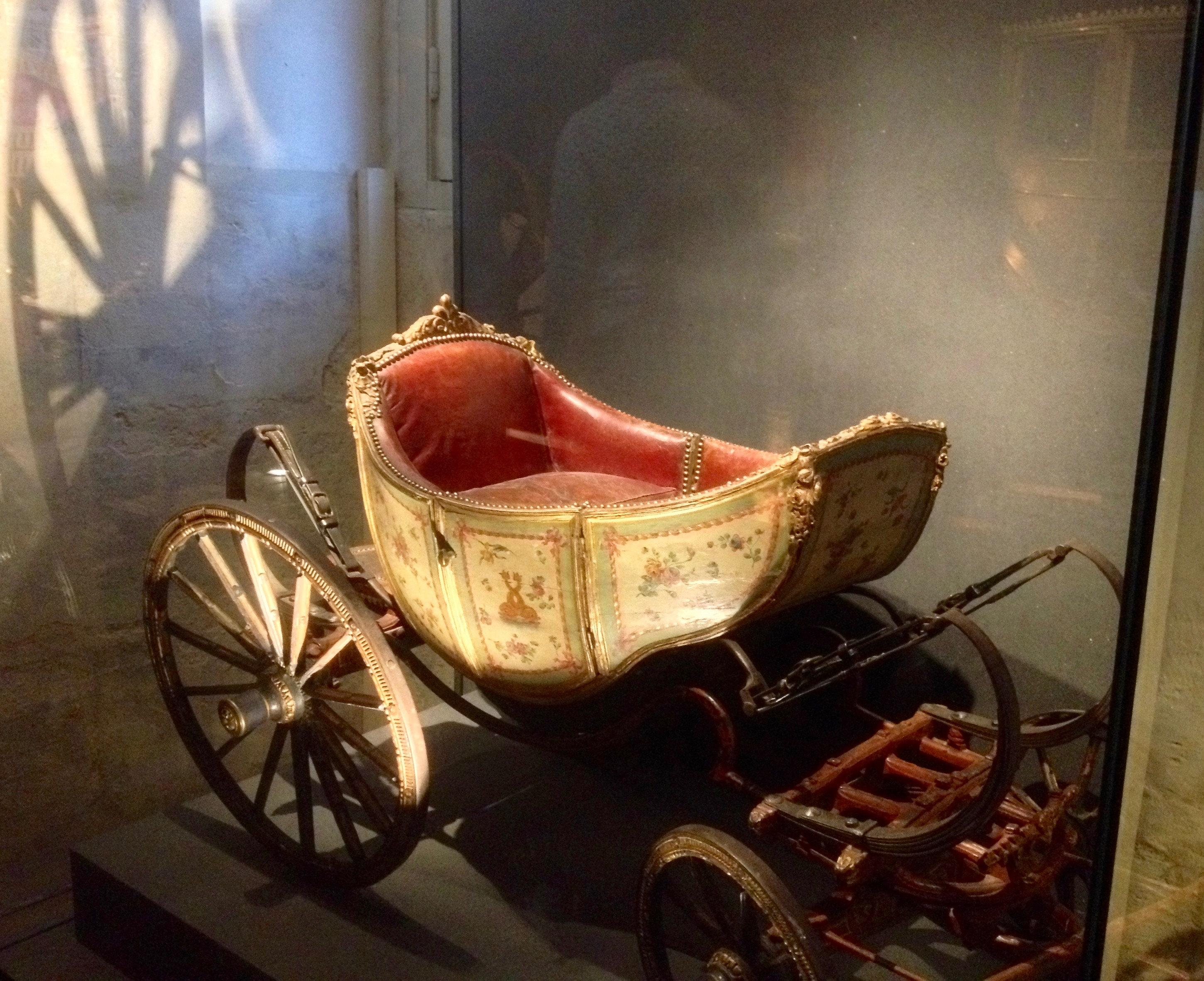
Kinderkutsche

### Kinderkutschen
Die Kinderkutschen waren exakte Nachbildungen der großen Kutschen. Sie wurden von berühmten Kutschenmachern hergestellt und waren mit kostbaren Materialien und allen technischen Feinheiten ausgestattet. Die Kutschen für Kinder wurden entweder von Erwachsenen gezogen oder von Schafen, Ziegen oder Hunden. Alle königlichen Kinder besaßen Kinderkutschen, die ausgestellten Kutschen gehörten den Kindern von Ludwig XVI. und Marie-Antoinette.

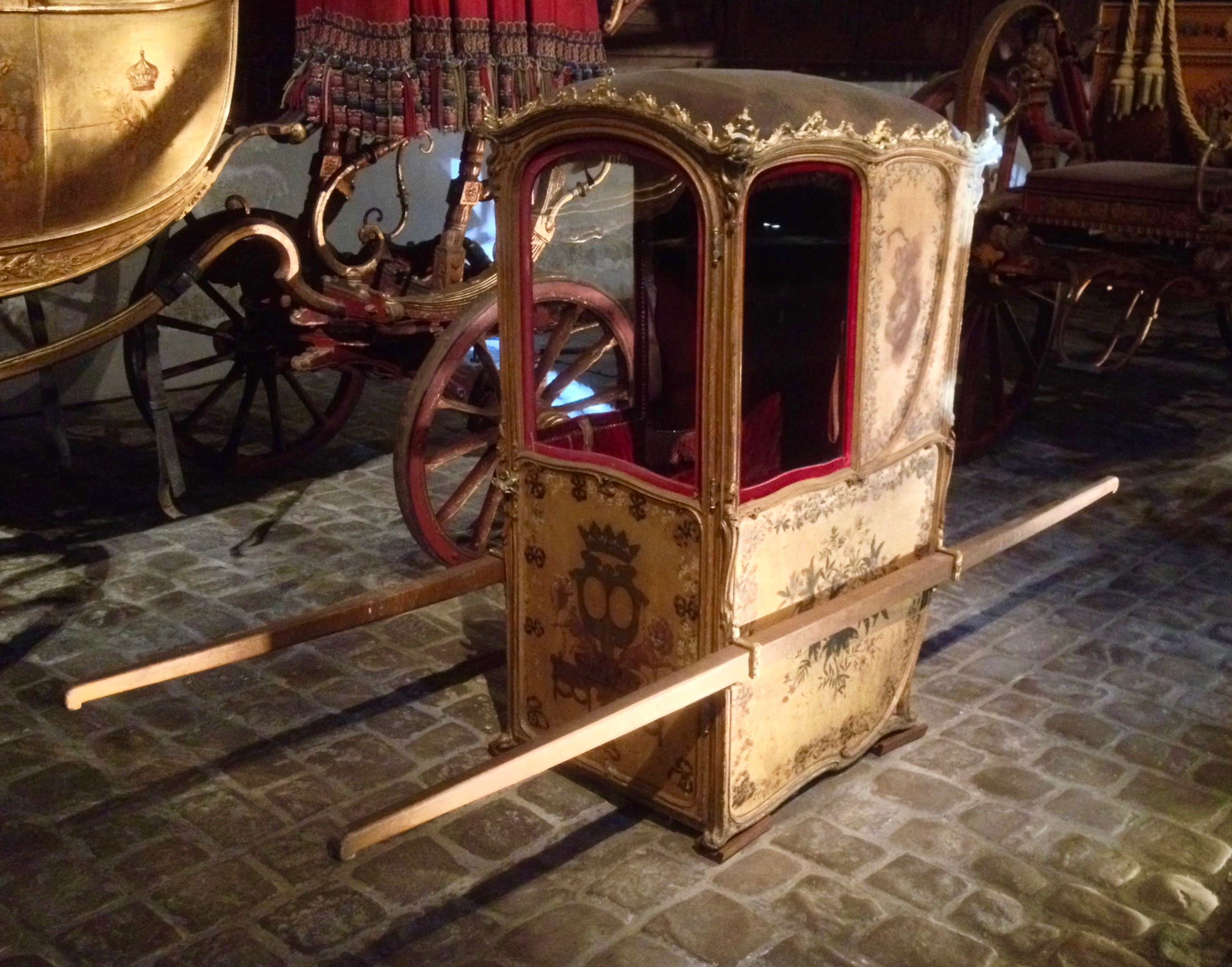
Sänfte

### Sänften
Sänften wurden bereits in der Antike benutzt, Ende des 16. Jahrhunderts verbreitete sich ihr Gebrauch in Europa. In Paris konnte man seit 1617 öffentliche Sänften zu vorher festgesetzten Preisen mieten. In Versailles wurden öffentliche und private Sänften im Park und auch innerhalb des Schlosses genutzt. In manchen Bereichen des Schlosses waren nur die Sänften der königlichen Familie zugelassen.